# NGC 2847
NGC 2847 je zvjezdana asocijacija u zviježđu Vodenoj zmiji.

## Vanjske poveznice
- SEDS: NGC 2847